# Mark- und Gundwald zwischen Rüsselsheim und Walldorf
Mark- und Gundwald zwischen Rüsselsheim und Walldorf este o arie protejată (arie specială de conservare — SAC, sit de importanță comunitară — SCI) din Germania întinsă pe o suprafață de 752,91 ha, integral pe uscat.

## Localizare
Centrul sitului Mark- und Gundwald zwischen Rüsselsheim und Walldorf este situat la coordonatele 50°01′03″N 8°33′43″E / 50.0175°N 8.5619°E.

## Înființare
Situl Mark- und Gundwald zwischen Rüsselsheim und Walldorf a fost declarat sit de importanță comunitară în noiembrie 2004 pentru a proteja 6 specii de animale. Situl a fost protejat și ca arie specială de conservare în martie 2008.

## Biodiversitate
Situată în ecoregiunea continentală, aria protejată conține 4 habitate naturale: Ape stătătoare oligotrofe până la mezotrofe, cu vegetație de Littorelletea uniflorae și/sau de Isoëto-Nanojuncetea, Lacuri eutrofice naturale cu vegetație de tip Magnopotamion sau Hydrocharition, Păduri de fag Luzulo-Fagetum, Păduri acidofile de stejar bătrân cu Quercus robur pe câmpii nisipoase.
La baza desemnării sitului se află mai multe specii protejate:
- amfibieni (1): triton cu creastă (Triturus cristatus)
- mamifere (2): liliac cu urechi mari (Myotis bechsteinii), liliac comun (Myotis myotis)
- nevertebrate (3): croitorul mare al stejarului (Cerambyx cerdo), libelule (Leucorrhinia pectoralis), rădașcă (Lucanus cervus)